# Ethan
Ethan – miasto w Stanach Zjednoczonych, w stanie Dakota Południowa, w hrabstwie Davison.